# Navy Distinguished Service Medal
A Navy Distinguished Service Medal egy 1919-ben létrehozott amerikai katonai kitüntetés, a hadsereg Army Distinguished Service Medal valamint a légierő Air Force Distinguished Service Medal kitüntetéseinek haditerngerészeti és tengerészgyalogsági megfelelője. A Navy Distinguished Service Medal 1943-ig a Navy Cross-nál rangosabb kitüntetések számított, ezután a viselési sorrendet megfordították.
A kitüntetést az amerikai kormány kiemelkedően bátor szolgálásáért adják olyanoknak, akik jelentős felelősséggel bíró kötelességet látnak el. A „jelentős felelősség” kifejezés magas rangú tisztekre utal, és ezt a kitüntetést általában valóban csak ilyen tisztek kapják. Tiszthelyetteseket és sorállományban található matrózokat csak nagyon ritkán tüntetnek ki, és akkor is csak a ranglétra legmagasabb fokán állókat. A Navy Distinguished Service Medal többszörös odaítélését aranycsillag kisdíszítésekkel jelölik.
Az első kitüntetett Charles A. Doyen tengerészgyalogos dandártábornok volt, akit posztumusz jelleggel 1919. március 13-án tüntettek ki.

## Előlapja és hátlapja
A Navy Distinguished Service Medalon egy széttárt szárnyú fehérfejű rétisas, az Egyesült Államok címerállata található egy 1,25 col átmérőjű bronzérme közepén. A sas bal és jobb karmaiban békét jelképező olajfaágat és háborút jelképező nyilakat tart. A sast egy kék zománc terület veszi körül, amelyen a UNITED STATES OF AMERICA felirat szerepel; a NAVY szó a gyűrű alsó részén, középre zárva látható. Az előlap sokban hasonlít az Army Distinguished Service Medal felépítésére, amelyen szintén egy kék zománccal körbevett sas található.
A kék zománcgyűrűn kívüli aranykeret egy óra járásával megegyező irányba hullámzó tekercset tartalmaz, amely a tengeri szolgálatra utal. Az érmét egy csúcsával felfelé álló ötágú csillag rögzíti a szalaghoz, a csillag csúcsain aranygömböcskékkel. A csillag közepén egy horgony található, amelyből vékony aranysugarak futnak a csillag peremei felé. A csillag a katonai szolgálat jelképe, a horgony pedig a haditengerészeté.
Az érem hátlapján egy babérkoszorúval körülvett háromágú szigony található. A szigony Poszeidónt jelképezi - a tengerek görög istenét, aki földrengést is tudott kelteni. A babérkoszorú a sikeres eredményt jelképezi. A hátlapon a koszorút körülvevő kék zománcon a FOR DISTINGUISHED SERVICE (kiemelkedő szolgálatért) szöveg szerepel, és az előlapon látott hullámzó tekercs veszi körül.

## Híres kitüntetettek
- David W. Bagley
- Jeremy Michael Boorda (2 aranycsillaggal)
- Omar Bradley
- Smedley Butler
- Charles W. Dyson
- Thomas Alva Edison
- Daniel V. Gallery
- Roy Alexander Gano
- John L. Hall, Jr.
- William F. Halsey, Jr. (3 aranycsillaggal)
- H. Kent Hewitt
- Frank B. Kelso II (2 aranycsillaggal)
- Ernest J. King (2 aranycsillaggal)
- John A. Lejeune
- Douglas MacArthur
- Mildred H. McAfee
- Joseph V. Medina
- Michael Mullen (egy aranycsillaggal)
- Wendell C. Neville
- Hyman G. Rickover
- Chester Nimitz (3 aranycsillaggal)
- Eli Thomas Reich (egy aranycsillaggal)
- Harry Schmidt (2 aranycsillaggal)
- Harold Rainsford Stark
- David W. Taylor
- Patricia A. Tracey
- Pedro del Valle
- Alexander Vandegrift
- Theodore S. Wilkinson
- Elmo Zumwalt (2 aranycsillaggal)
- Andrew Browne Cunningham, Royal Navy